# Gibanje Svoboda
Gibanje Svoboda (kratica GS, skrajšano Svoboda) je slovenska politična stranka, ki se opredeljuje kot sredinska do levosredinska in zastopa ideje zelene politike ter liberalizma. Ustanovljena je bila 26. januarja 2022 kot naslednica Stranke zelenih dejanj (Z.DEJ). Na januarskem kongresu je bil kot prvi predsednik nove stranke v nastanku izvoljen Robert Golob, ki je stranki nadel novo identiteto ter ime Gibanje Svoboda. Ta v ospredje svojega političnega delovanja postavlja svobodo, zeleni prehod, ljudi, odprto družbo, zaupanje, spoštovanje, skupnost, kulturo dialoga ter odgovorno sodelovanje.
Stranka je zmagala na prvih državnozborskih volitvah po ustanovitvi, aprila 2022. Osvojili so 41 poslanskih mest, kar je rekord v zgodovini samostojne Slovenije. Predsednik stranke Robert Golob je od predsednika republike nato prejel mandat za sestavo 15. vlade Republike Slovenije, ki je prisegla 1. junija 2022. K stranki sta se kmalu po volitvah pripojili tudi stranki Lista Marjana Šarca in Stranka Alenke Bratušek, že pred tem pa je Golob vidnim članom stranke podelil položaje v svoji vladi.

## Zgodovina

### Z.DEJ (2021–2022)
Jure Leben, nekdanji minister za okolje in prostor v vladi Marjana Šarca, je namen ustanovitve stranke napovedal januarja 2021 v oddaji Studio City. Stranka je bila ustanovljena 8. maja 2021, za njenega prvega in zadnjega predsednika je bil izbran ustanovitelj stranke Jure Leben.  Stranka naj bi kot zelena z okoljskimi ukrepi iskala ravnovesje med industrijskim napredkom in ohranitvijo okolja. Za prvega predsednika je bil izvoljen Jure Leben, podpredsednik pa je postal Gregor Erbežnik. Vodstvo je volilo 119 delegatov.
Stranka v sledečih mesecih ni beležila večje podpore v javnomnenjskih raziskavah. Januarja 2022 je Leben napovedal umik iz vrha stranke in politike, saj se bo posvetil zasebnemu življenju.

### Nastanek Gibanja Svoboda (januar 2022)
24. januarja 2022 je Robert Golob, takrat še predsednik uprave podjetja GEN-I, napovedal svojo kandidaturo za predsednika stranke v zatonu, preobrazbo le-te in preimenovanje v Gibanje Svoboda.
Kongres je potekal 26. januarja 2022, za predsednika je bil izvoljen Robert Golob, za podpredsednico pa Urška Klakočar Zupančič. Predsednica sveta stranke je postala Mirta Koželj. generalni sekretar stranke pa Matej Arčon. Da bi se stranka obranila podtaknjenih članov in poskusov sovražnega prevzema stranke je bilo kot predpogoj za včlanitev v stranko določeno jamstvo dveh obstoječih članov stranke, z vsemi poslanskimi kandidati pa naj bi Golob predhodno opravil osebni razgovor. V stranko sta vstopila tudi nepovezana poslanca Janja Sluga (prej SMC) in Jurij Lep (prej DeSUS). Golob je po izvolitvi dejal, da so se pripravljeni povezovati s Koalicijo ustavnega loka (kratica KUL), ki je njihov »naravni zaveznik«. 1. februarja se je odzval na skupni sestanek s strankami KUL.
17. februarja sta se sestala predsednika strank Gibanje Svoboda in LIDE; voditelja strank sta se odločila, da njuni stranki ne bosta oblikovali skupne liste, a da ostaja možnost, da bo na kandidatni listi stranke Gibanje Svoboda nastopil kdo iz stranke Lide.
V soboto, 19. marca 2022 je potekala volilna konvencija stranke, na kateri je stranka predstavila svoj program za volitve ter kandidatno listo. Med njimi so tudi nekatera znana imena, in sicer nekdanji boksar Dejan Zavec, novinarka RTV Slovenija Mojca Šetinc Pašek, župan Tržiča Borut Sajovic, strokovnjak za jedrsko varnost Miroslav Gregorič, nekdanji rektor Univerze v Ljubljani Igor Papič ter ortoped Danijel Bešič Loredan.

### Zmaga na volitvah (april 2022)
Svoboda se je na javnomnenjskih raziskavah na vrhu izmenjevala s Slovensko demokratsko stranko, bližje volitvam pa je nekoliko povedla. Na volitvah, 24. aprila 2022, je stranka zmagala s preko 34 % glasov in osvojila 41 poslanskih mest, kar je rekordno število poslancev ene stranke v zgodovini Republike Slovenije. Prav tako je Gibanje Svoboda postalo prva stranka, ki je osvojilo več kot 400.000 glasov. Dva dni po volitvah se je Robert Golob sestal s predsednikom republike Borutom Pahorjem in istega dne še s predsednico SD Tanjo Fajon. Napovedal je, da bi novo vlado sestavil v mesecu dni in da bi se lahko njena velikost čez čas spreminjala, tudi do ustavne večine. Izključil ni niti povezovanja s strankama Koalicije ustavnega loka, ki sta ostali zunaj parlamenta - Stranka Alenke Bratušek in Lista Marjana Šarca. Prvi uradni sestanek Roberta Goloba s Tanjo Fajon in Luko Mescem za novo koalicijo je potekal 3. maja 2022 v prostorih Državnega zbora Republike Slovenije.
Ob konstituiranju državnega zbora, 13. maja 2022, je bila za predsednico Državnega zbora Republike Slovenije izvoljena Urška Klakočar Zupančič. Vodenje poslanske skupine Svoboda je prevzel predsednik stranke Robert Golob in se tudi udeležil posvetovanj pri predsedniku republike o kandidatih za mandatarja. 25. maja 2022 je bil Golob s 54 glasovi za in 30 proti izvoljen za predsednika vlade Republike Slovenije. Vodenje poslanske skupine je ob tem prevzel Borut Sajovic, za namestnici pa sta bili izbrani Tamara Kozlovič in Tereza Novak.

### Združitev s SAB in LMŠ (junij 2022)
Po dobljenih volitvah je predsednik vlade Robert Golob kot posledico sodelovanja s strankami Koalicije ustavnega loka za ministra med drugim predlagal predsednika zunajparlamentarnih strank Alenko Bratušek in Marjana Šarca. Nekaj dni kasneje so razglasili namero o združitvi levosredinskega prostora, s čimer bi se stranki Stranka Alenke Bratušek (SAB) in Lista Marjana Šarca (LMŠ) združili z Gibanjem Svoboda zaradi skupnih ciljev ter neuspeha razdrobljenih strank SAB in LMŠ na volitvah. Stranki sta ločeno pripojitev h Gibanju Svoboda izglasovali v mesecu juniju.

## Delovanje v vladi
Glej članek: 15. vlada Republike Slovenije
10. avgusta 2022 je z mesta vršilca dolžnosti direktorja Urada vlade za komuniciranje (UKOM) odstopil Dragan Barbutovski. Razlog za odstop naj bi bila nesoglasja z Gibanjem Svoboda zaradi rezultata različnih pričakovanj glede načina in metod dela. Na mestu direktorja ga je na predlog Roberta Goloba zamenjala Petra Bezjak Cirman, novinarka, predsednica Sveta delavcev RTV Slovenija in žena novinarja Necenzurirano.si Primoža Cirmana. Istega dne so mediji sporočilo, da naj bi sodelavka za stike z javnostjo Gibanja Svoboda postala Vesna Vuković, novinarka in soustanoviteljica portala Necenzurirano.si. Nekaj dni prej je Preiskovalna komisija o ugotavljanju politične odgovornosti nosilcev javnih funkcij zaradi domnevnega nezakonitega financiranja političnih strank in strankarske politične propagande v medijih pred in med volitvami poslancev v Državni zbor leta 2022 s finančnimi sredstvi podjetij v državni lasti, državnih institucij ter subjektov iz tujine, ki jo vodi Mojca Šetinc Pašek, na mesto strokovnega sodelavca imenovala tudi Tomaža Modica, novinarja portala Necenzurirano.si. Slovenska demokratska stranka je zahtevala njegovo izločitev, saj se preiskava loteva tudi poslovanja na portalu Siol.net, ki je v lasti Telekoma Slovenija, ki je prav tako del problema, ki ga naslavlja preiskovalna komisija. SDS je dodal tudi, da je portal Necenzurirano.si, kjer je takrat deloval Modic, medij pod okriljem medijskega tajkuna Martina Odlazka, prav tako je v preteklosti prihajalo do finančnih povezav s podjetjem GEN-I, katerega upravo je dolga leta vodil predsednik vlade Robert Golob. Mojca Šetinc Pašek se je odzvala, da želi SDS že pred začetkom dela diskreditirati preiskovalno komisijo.
26. novembra 2022 se je stranka po treh tednih težav z dostopom odločila, da aplikacije Twitter ne bo več uporabljala, saj je ne potrebuje.

### Razhod z ministrom Loredanom
Po tem, ko je ministra Loredana k odstopu pozval vodja strateškega sveta za zdravstvo Erik Brecelj in kmalu za tem SDS zoper ministra vložila interpelacijo, je na Brdu pri Kranju v začetku julija 2023 potekalo srečanje poslancev in ministrov Gibanja Svoboda. Čeprav naj bi takrat v stranki ministru izrekli podporo, je 2 dni kasneje odstopno izjavo spisal premier Golob. V izjavi je slednji pojasnil, da imata z Loredanom različne poglede na to, na kakšen način krepiti javno zdravstvo. Mandat mu je uradno prenehal 13. julija, ko se je z njegovim odstopom seznanil državni zbor. Bešič Loredan bi se sicer lahko vrnil v poslanske klopi, saj mu pripada mesto nadomestnega poslanca ministra Mateja Arčona. Bešič Loredan Državni volilni komisiji na več pozivov ni sporočil, ali bo prevzel poslanski sedež. 8. avgusta je sporočil, da se umika iz politike.

### Izključitev dveh članov iz stranke
Oktobra 2023 so v javnosti zaokrožile govorice, da naj bi premier Golob pozval predsednico DZ Urško Klakočar Zupančič k odstopu. Informacije so se izkazale za napačne, je pa svet stranke na seji dne 24. oktobra 2023 iz stranke izključil nekdanjo novinarko Mojco Šetinc Pašek in nekdanjega poslanca LMŠ Roberta Pavšiča. Klakočar Zupančičeva pa je iz osebnih razlogov, povezanih s preobremenjenostjo, stranko obvestila, da odstopa z mesta podpredsednice stranke. Na tej funkciji jo je nadomestila poslanka Sara Žibrat. Mojca Šetinc Pašek se je na izključitev odzvala, da je o njej izvedela iz medijev, a da bo ostala članica poslanske skupine Svoboda. 28. novembra je izstopila tudi iz poslanske skupine in postala samostojna poslanka.

### Širše kadrovske spremembe (2024)
Marca 2024 je Golobovo ekipo zapustilo več ožjih sodelavcev. 5. marca 2024 so v kabinetu predsednika vlade potrdili, da s 1. aprilom funkcijo zapušča državna sekretarka za kulturo Kaja Širok. Nato je po seji sveta dne 6. marca v javnost prišla informacija, da z mesta generalne sekretarke Gibanja Svoboda odhaja Vesna Vuković, ki je odhod tudi potrdila. 8. marca pa je vladno ekipo zapustiala še vodja premierjevega kabineta Petra Škofic. Za novega vodjo kabineta je Golob izbral Luko Špoljarja, dotlej sekretarja poslanske skupine Svoboda.

## Ideologija in stališča

### Z.DEJ (2021–2022)
Stranka Z.DEJ je kot svoje vrednote navajala demokracijo, strpnost in spoštovanje. V uvodnem govoru je Jure Leben omenil zaprtje Kemisa, Eternita, Termita, Ekosistemov, ureditev pitne vode v Anhovem, zaprtje premogovnika Velenje, zaščito gozdov in razglasitev ekološke krize. Uvedli bi tudi davek na sladkane pijače in nereciklirano plastiko, trajnostne oblike prometa, decentralizacijo in razogljičenje Slovenije. Slovenija naj bi se bila po njegovih besedah zmožna uvrstiti med 20 globalno najkonkurenčnejših držav kriterija Svetovnega gospodarskega foruma. Stranka je na referendumu o zakonu o vodah sodelovala na strani nasprotnikov spremembe zakona.
Kot socialne ukrepe stranka izpostavlja javno dostopno zdravstvo in povečanje števila delavcev, reformo izobraževalnega sistema in digitalizacijo šol.

### Gibanje Svoboda (2022–danes)
Ko je stranko prevzel Robert Golob, je svoje delovanje razširila iz primarno zelene agende na področje liberalizma ter socialnega liberalizma, tj. na položaj sredine do leve sredine. Obsežen program stranke z naslovom Zaslužimo si je bil objavljen marca 2022. Še pred njegovo objavo se je Golob glede vojne v Ukrajini izrekel za splošno odprte meje za vse in odstranitev ograje na meji s Hrvaško, za posvečanje zagotavljanju obnovljivih virov energije, približevanju zahodni Evropi ter za ponovno vzpostavitev pravne države.
Program Zaslužimo si je bil predstavljen na volilni konvenciji marca 2022 v Ljubljani. Glavni stebri programa so zeleni preboj, moderna socialna država ter svobodna in odprta družba. Med prioritetnimi področji program naslavlja izzive na področju zelenih politik, gospodarstva in zdravstva. V programu je pomemben del namenjen tudi okrepitvi institutov pravne države, ter povrnitve zaupanja vanjo. Program obljublja bistveno povečanje rabe obnovljivih virov energije, cenovno dostopno energijo in zmanjšanje odvisnosti od zemeljskega plina ter sistemski pristop do rešitev krožnega gospodarstva, na ta način naj bi Slovenija dosegla varno energetsko prihodnost in opustila rabo fosilnih goriv. V sklopu podjetništva program naslavlja tudi razvoj tehnoloških parkov za preprost začetek podjetniškega delovanja, večjo privlačnost vlaganj v razvoj digitalnih in zelenih zagonskih podjetij, spodbuja naložbe v tehnologije prihodnosti in naslavlja sofinanciranje ciljno usmerjenih programov zelenega prehoda podjetij z namenom zniževanja njihovega ogljičnega odtisa. Na področju zdravstva program predvideva kratkoročno rešitev v obliki interventnega zakona, v okviru tega pa takojšnje skrajšanje čakalnih dob, debirokratizacijo in digitalizacijo zdravstvenih storitev, nadzor nad plačili javnih storitev, nadalje pa program obljublja dolgoročno rešitev v obliki sodobnega zakona o zdravstvenem sistemu.

## Volitve

### Volitve v Državni zbor 2022
Stranka se je prvič udeležila državnozborskih volitev aprila 2022. Raziskave javnega mnenja so napovedovale stranki boj za prvo mesto s Slovensko demokratsko stranko.
Na volitvah v nedeljo, 24. aprila 2022 je stranka zmagala s 34,45 % oz. 410.769 glasovi, s čimer je dobila 41 od 88 mandatov v parlamentu, ter možnost tvorbe koalicije s partnericama SD s 7 mandati, ter Levico s 5 mandati. Dosežen je bil cilj premagati drugouvrščeno SDS, ki je dobila 23,52 % glasov.
9. sklic Državnega zbora Republike Slovenije se je konstituiral 13. maja 2022. Za predsednico Državnega zbora je bila izvoljena podpredsednica stranke Gibanje svoboda Urška Klakočar Zupančič. Izvoljeni poslanci so postali del Poslanske skupina Svoboda.
| Volitve | Št. glasov | %     | +/–        | Sedeži  | +/–        | Mesto | Vlada     |
| ------- | ---------- | ----- | ---------- | ------- | ---------- | ----- | --------- |
| 2022    | 410.769    | 34,45 | Stagnacija | 41 / 90 | Stagnacija | 1.    | Koalicija |

### Evropske volitve 2024
Na seji sveta so v stranki Svoboda konec marca 2024 potrdili 7 kandidatov za evropske volitve. To so bili: Aleksander Merlo, Irena Joveva, Klemen Grošelj, Maša Kociper, Matej Grah, Tamara Vonta in Uroš Brežan.
Kljub temu, da je bil prvotno med najverjetnejšimi kandidati tudi Klemen Grošelj, je ta 3. aprila umaknil svoje soglasje h kandidaturi, neuradno zaradi njegovega mesta na repu liste. Kmalu je napovedal tudi izstop iz stranke in pristopil k Zelenim Slovenije, ki so ga izbrali za nosilca svoje liste.
Stranka je za mesto na listi kontaktirala predsednico DZ Urško Klakočar Zupančič, ki se za to ni odločila iz osebnih razlogov. Ponudbo so naslovili tudi na nekdanjo podpredsednico stranke in veleposlanico RS v Švici ter Nemčiji Marto Kos, ki je nastop na listi prav tako zavrnila.
Na Festivalu Svobode na Zbiljah, dne 6. aprila, so predstavili celotno kandidatno listo. Poleg že izbranih kandidatov so na listo uvrstili še poslanko Janjo Sluga, ministra za obrambo Marjana Šarca in državnega sekretarja Vojka Volka. Predstavili so tudi kandidata za evropskega komisarja, Tomaža Vesela, nekdanjega predsednika računskega sodišča ter predvidenega nosilca, Aleksandra Merla.
Kljub skorajšnji potrditvi za nosilca liste je nazadnje stranka iz nenada sporočila, da bo nosilka liste Irena Joveva, Merla pa naj bi o tem obvestili na večer seje sveta stranke. Na seji so potrdili tudi zaporedne številke ostalih kandidatov liste, Aleksander Merlo pa je bil iz liste odstranjen, po lastnih navedbah iz osebnih razlogov. Namesto njega je bil na četrto mesto uvrščen Jure Leben, Merlo pa je sprejel povabila Klemna Grošlja in se pridružil listi Zelenih Slovenije. 
1. Irena Joveva
2. Matej Grah
3. Janja Sluga
4. Jure Leben
5. Tamara Vonta
6. Marjan Šarec
7. Maša Kociper
8. Vojko Volk
9. Uroš Brežan.

Na volitvah 9. junija je stranka zasedla drugo mesto, dobila je 22,11 % glasov in si s tem priborila dva mandata v Evropskem parlamentu. S preferenčnimi glasovi sta bila izvoljena sta bila dotedanja evroposlanka Irena Joveva in obrambni minister Marjan Šarec.
| Volitve | Št. glasov | %     | +/–        | Sedeži | +/–        | Mesto |
| ------- | ---------- | ----- | ---------- | ------ | ---------- | ----- |
| 2024    | 149.200    | 22,11 | Stagnacija | 2 / 9  | Stagnacija | 2.    |

### Predsedniške volitve 2022
Glej tudi: Volitve predsednika republike Slovenije 2022
28. junija 2022 je Marta Kos ob podpori stranke uradno napovedala kandidaturo za predsednico države,vendar jo je konec avgusta iz osebnih razlogov prekinila.13. septembra 2022 je odstopila iz podpredsedniškega mesta Gibanja Svoboda in za razlog navedla nove usmeritve v življenju po odstopu od predsedniške kandidature. Stranka je nato 21. septembra 2022 sporočila, da bo za predsednika republike podprla evropskega poslanca iz SD Milana Brgleza. Gibanje Svoboda je ob tem zahtevalo, da Brglez odstopi iz vodstvenih funkcij v SD.

### Lokalne volitve 2022
11. julija 2022 je Golob sporočil, da na mestu župana Ljubljana v novem mandatu vidi tedanjega župana Zorana Jankovića. Uradno ga je podprl 11. avgusta 2022.

## Kontroverze

### Podpora Zorana Jankovića
Na predvolilnem kongresu Gibanja Svoboda je delegate kot častni gost pozdravil in nagovoril tudi župan Mestne občine Ljubljana Zoran Janković. Dogodek je potekal v dneh, ko je v javnost prišlo policijski zapisnik izjave farmacevtke, ki je bila domnevna žrtev spolnega nasilja, ko je Janković njeno službo pogojeval s spolnimi uslugami. V Gibanju Svoboda so se odzvali, da je bil Zoran Janković povabljen župan mesta Ljubljana, kjer je potekal kongres. Robert Golob je bil sicer tudi med podpredsedniki Jankovićeve stranke Pozitivna Slovenija. Zoran Janković je kasneje Golobu izrazil tudi podporo na volitvah in mu javno čestital po zmagi. Napovedal je tudi, da bo Golob vlado vodil dva mandata. Na zabavi ob zmagi Gibanja Svoboda sta bila opažena tudi Jankovićev sin Jure Janković in nekdanji poslanec Ciril Pucko.

## Organi stranke

### Vodstvo stranke
- Predsednik: Robert Golob
- Podpredsedniki: Sara Žibrat, Matej Arčon, Klemen Boštjančič
- Generalni sekretar: Matej Arčon
- Predsednica sveta stranke: Nataša Avšič Bogovič

### Izvršni svet
Sestavljajo ga: Robert Golob, Sara Žibrat, Klemen Boštjančič, Matej Arčon, Nataša Avšič Bogovič, Gregor Šubic, Rok Marolt, Matej Grah.

### Svet stranke
Sestavljajo ga:
- člani Izvršnega odbora,
- na kongresu izvoljeni člani Sveta (do 20):  Mirta Koželj, Sanja Ajanović Hovnik, Damjan Dragman, Gregor Erbežnik, Jana Jerman, Mojca Kert, Jurij Kočar, Daška Levstik, Sandra Pahić, Simona Pirnat Skeledžija, Gorazd Plevnik, Maksimilijana Polak, Peter Premk, Andrej Ribič in Nataša Sax
- Vsi poslanci Gibanja Svoboda v Državnem zboru in ministri iz kvote Gibanja Svoboda[94]

## Seznam predsednikov
- Jure Leben (Z.DEJ); 8. maj 2021 – 26. januar 2022
- Robert Golob (Gibanje Svoboda); 26. januar 2022 – danes

## Vidnejši člani stranke
- Robert Golob, predsednik stranke
- Urška Klakočar Zupančič, pravnica, nekdanja sodnica, pisateljica in nekdanja podpredsednica stranke
- Vesna Vuković, generalna sekretarka stranke
- Sara Žibrat, podpredsednica stranke
- Matej Arčon, prvi generalni sekretar stranke
- Mirta Koželj, predsednica sveta stranke
- Alenka Bratušek, političarka, nekdanja ministrica in predsednica vlade
- Marjan Šarec, komik, politik, nekdanji župan in predsednik vlade
- Dejan Zavec, nekdanji boksar in kandidat za poslanca
- Borut Sajovic, župan Tržiča
- Uroš Brežan, župan Tolmina
- Bojan Čebela, župan BorovniceBorut Sajovic, obrambni minister, nekdanji Tržiški župan in nekdanji vodja poslanske skupine
- Dimitrij Zadel, nekdanji predsednik uprave Luke Koper
- Danijel Bešič Loredan, ortoped in borec proti korupciji[95]
- Igor Papič, elektroinženir, rektor UL 2017–2021
- Alenka Sivka, novinarka
- Mirjam Bon Klanjšček, poslanka 2014–2018
- Janja Sluga, poslanka 2014–danes
- Gašper Ovnik, košarkar
- Darko Krajnc, politik

## Nekdanji vidni člani
- Marta Kos, veleposlanica, pisateljica, novinarka in nekdanja podpredsednica stranke (izstopila 12. decembra 2022)
- Mojca Pašek Šetinc, novinarka (izključena 24. oktobra 2023).